# Balanetta
Balanetta là một chi ốc biển cỡ nhỏ, thường nhiều màu, là động vật thân mềm chân bụng sống ở biển thuộc họ ốc mép (Marginellidae).

## Các loài
- Balanetta amydrozona (Melvill, 1906)
- Balanetta baylii Jousseaume, 1875
- Balanetta cylichnella (tháng 5 năm 1917)
- Balanetta pisum (Reeve, 1865)

Các loài được đưa vào đồng nghĩa
- Balanetta decaryi Bavay, 1920: đồng nghĩa của Ovaginella decaryi (Bavay, 1920)
- Balanetta ovulum (G.B. Sowerby, 1846): đồng nghĩa của Ovaginella ovulum (G.B. Sowerby, 1846)